# Arnhem Falcons
Gl Arnhem Falcons sono una squadra di football americano di Arnhem, nei Paesi Bassi, fondata nel 1989.

## Dettaglio stagioni

### Tornei nazionali

#### Campionato

##### Eredivisie
| Stagione | regular season | regular season | regular season | regular season | regular season | regular season | playoff | playoff | playoff | playoff | playoff | playoff    | playoff              |
|          | Vin            | Par            | Per            | Tot            | PF             | PS             | Vin     | Per     | Tot     | PF      | PS      | risultato  | avversaria           |
| -------- | -------------- | -------------- | -------------- | -------------- | -------------- | -------------- | ------- | ------- | ------- | ------- | ------- | ---------- | -------------------- |
| 2013     | 4              | 0              | 3              | 7              | 124            | 128            | -       | -       | -       | -       | -       | -          | -                    |
| 2014     | 4              | 0              | 3              | 7              | 174            | 110            | 0       | 1       | 1       | 13      | 37      | Semifinale | Alphen Eagles        |
| 2015     | 7              | 0              | 3              | 10             | 244            | 106            | 0       | 1       | 1       | 7       | 14      | Semifinale | Amsterdam Crusaders  |
| 2016     | 4              | 0              | 4              | 8              | 132            | 143            | -       | -       | -       | -       | -       | -          | -                    |
| 2017     | 2              | 0              | 6              | 8              | 124            | 213            | -       | -       | -       | -       | -       | -          | -                    |
| 2018     | 5              | 0              | 3              | 8              | 177            | 120            | 0       | 1       | 1       | 14      | 27      | Semifinale | Hilversum Hurricanes |
| 2019     | 6              | 0              | 4              | 10             | 152            | 192            | 0       | 1       | 1       | 10      | 34      | Semifinale | Lelystad Commanders  |
| 2020     | 1              | 0              | 1              | 2              | 34             | 39             | -       | -       | -       | -       | -       | -          | -                    |
| Totale   | 33             | 0              | 27             | 60             | 1161           | 1051           | 0       | 4       | 4       | 44      | 112     |            |                      |

Fonti: Enciclopedia del Football - A cura di Roberto Mezzetti

### Riepilogo fasi finali disputate
| Anno           | Luogo    | Evento     | Fase del torneo | Incontro                              | Risultato |
| 22 giugno 2014 |          | Eredivisie | Semifinale      | Alphen Eagles - Arnhem Falcons        | 37 - 13   |
| 21 giugno 2015 |          | Eredivisie | Semifinale      | Amsterdam Crusaders - Arnhem Falcons  | 14 - 7    |
| 23 giugno 2018 |          | Eredivisie | Semifinale      | Hilversum Hurricanes - Arnhem Falcons | 27 - 14   |
| 23 giugno 2019 | Lelystad | Eredivisie | Semifinale      | Lelystad Commanders - Arnhem Falcons  | 34 - 10   |

## Palmarès
- 1 Benelux Bowl (1997)